# Мице Козароски
Мице Лазаров Козароски - Јандре познат и као Мице Козар (Варош, 24. септембар 1910 − Нежилово, 19. децембар 1942) био је комуниста, учесник НОБ-а, један од најутицајнијих чланова радничког покрета у Македонији између два свјетска рата.

## Биографија
Козароски је рођен у прилепском селу Варош 1910. године. Одрастао је у добростојећој породици. Породица Козар посједовала је велику обрадиву површину под виноградима и дуваном, укључујући и хан у старој чаршији. Након завршетка другог разреда гимназије, под притиском оца, прекида школовање и постаје помоћник своме у оцу у његовим пословима. 
Самоиницијативно набавља социјалистичку литературу и постаје један од вођа комунистичког покрета у Прилепу и Македонији. Године 1934. постао је члан КПЈ и члан Мјесног комитета Прилеп. Временом, његов хан постаје мјесто окупљања напредне омладине. Радници, дуванџије, занатлије и интелектуалци из Прилепа, Крушево, Велеса долазе код њега са циљем да осмисле и кординишу своју борбу против стране пропаганде у земљи и фашизма у Европи. Козароски се пријављује као добровољац у Републиканску армију у Шпанском грађанском рату против Франка, али није успео да оде у Шпанију.
Његова политичка активност није прошла незапажено. У народу је стекао велико поштовање и симпатије, са друге стране његово дјеловање се није допадало властима. Као посљедица тзв. „Велике провале“, акцијe полицијских снага за сузбијање комунистичког покрета (од краја 1935. до марта 1936. ухапшено 950 чланова КПЈ, међу којима и највећи дио руководства у земљи), неколико чланова Мјесног комитета је ухапшено и послато у затворе Краљевине Југославије. Мице Козароски је ухапшен 13. априла 1937. Након годину дана затвора у Велесу, Козароски се враћа у родни град и наставља са активностима. Ангажован је у Народном универзитету у Прилепу, КУД-у Коста Абрашевић (као секретар управе) и у Удружењу произвођача дувана, гдје је члан управе. Један је од оснивача овог удружења које и данас постоји и носи његово име.
У децембру 1940. године мобилисан је заједно са још неколико затвореника под изговором војне вежбе и одведен у логор на изолацију у Међуречје код Ивањице. У логору Козароски се активно дружио са Костом Рацином. У логору Међуречје остаје до његовог распуштања 27. марта 1941. године.
Са окупацијом Краљевине Југославије 1941, почиње кретање маса под окриљем КПЈ. Козароски се активно укључује и ускоро постаје борац партизанског одреда "Гоце Делчев" један је од шеснаесторице партизана који подижу устанак народа у Македонији. Учествовао је. 11. октобра 1941. у нападу на затвор у Прилепу. По инструкцијама Партије, Козароски напушта Прилеп и своју породицу, одлази у илегалу и дјелује у околини Велеса, у области Азота. Након распуштања одреда, Козароски се илегално преселио у Велес, гдје је остао до 18. јануара 1942. године. Слиједи период политичког дјеловања и регрутовања нових бораца у новоформирани Велешки НОП одред „Димитар Влахов“, где је Козароски био командир треће чете. Извршени су бројни напади на непријатељске снаге и инфраструктуру, а села испод Солунске главе, дуж железничке пруге Велес - Битољ: Богомила, Нежилово, Ораов Дол, Теово су правац њиховог дјеловања.
Бугарске власти су, подстакнуте догађајима у Десову 10. октобра 1942. године, предузеле велику офанзиву за уништавање партизанских јединица у региону. У ту сврху, на железничким станицама Клајман, Богомила, Гостиражни и Браилово искрцавају се 14. и 15. бугарска дивизија са око 4.000 војника, појачана са 400 полицајаца из софијске полицијске школе и локалним контрачетницима. После вишедневних блокада и претреса села, бугарски окупатор није успео да уништи партизански одред, али је починио бројне злочине. Домаће контрачете су се посебно истицале по суровости. Без могућности да ступе у контакт са својом логистиком и куриском везом са одредом, борци треће чете коју је предводио Мице Козароски принуђени су да се повуку до испод Солунске Главе. Козароски је 30. новембра 1942. године са два курира отишао на консултацију у базу одреда „Димитар Влахов” у Лисец. На састанку са руководством одреда Козароски се оштро се успротивио директиви да се одред повуче у Албанију. У пратњи Христа Думе (у то вријеме студент медицине), борца из прве чете овог одреда, Козарски је, 4. новембра, кренуо у своју чету која се налазила подно Солунске Главе. Наредног дана пресретнути су у селу Чаплеш, након што су издати од стране сеоског кмета, од стране бугарске полиције и контрачетника. Христо Дума је рањен и заробљен, а Козароском се губи сваки траг. У децембру је трећа чета одреда „Димитар Влахов” разбијена од стране непријатељских снага. Већина бораца је рањена и заробљена, а међу погинулима је била и  Невена Георгиева-Дуња као и Ристо Шајката.
Тијело Мице Козароског пронађено је тек у прољеће 1945. године када су два ловца из Горњег Јаболчишта на надморској висини од 2.500 метара пронашла дјелимично очувано тијело Мице Козароског. Тијло је идентификовано по одјећи, цокулама, сату, риђој коси и брковима. На локацији гдје је пронађено његово тијело, 2000. постављена је рестаурисана спомен плоча на подручију Долне Бабине Дупке која је девастирана 2017. године. Пиштољ којим је Козароски покренуо народни устанак данас је реликвија у меморијалном музеју "11. октобр" у Прилепу.